# Carl Adolf Martienssen

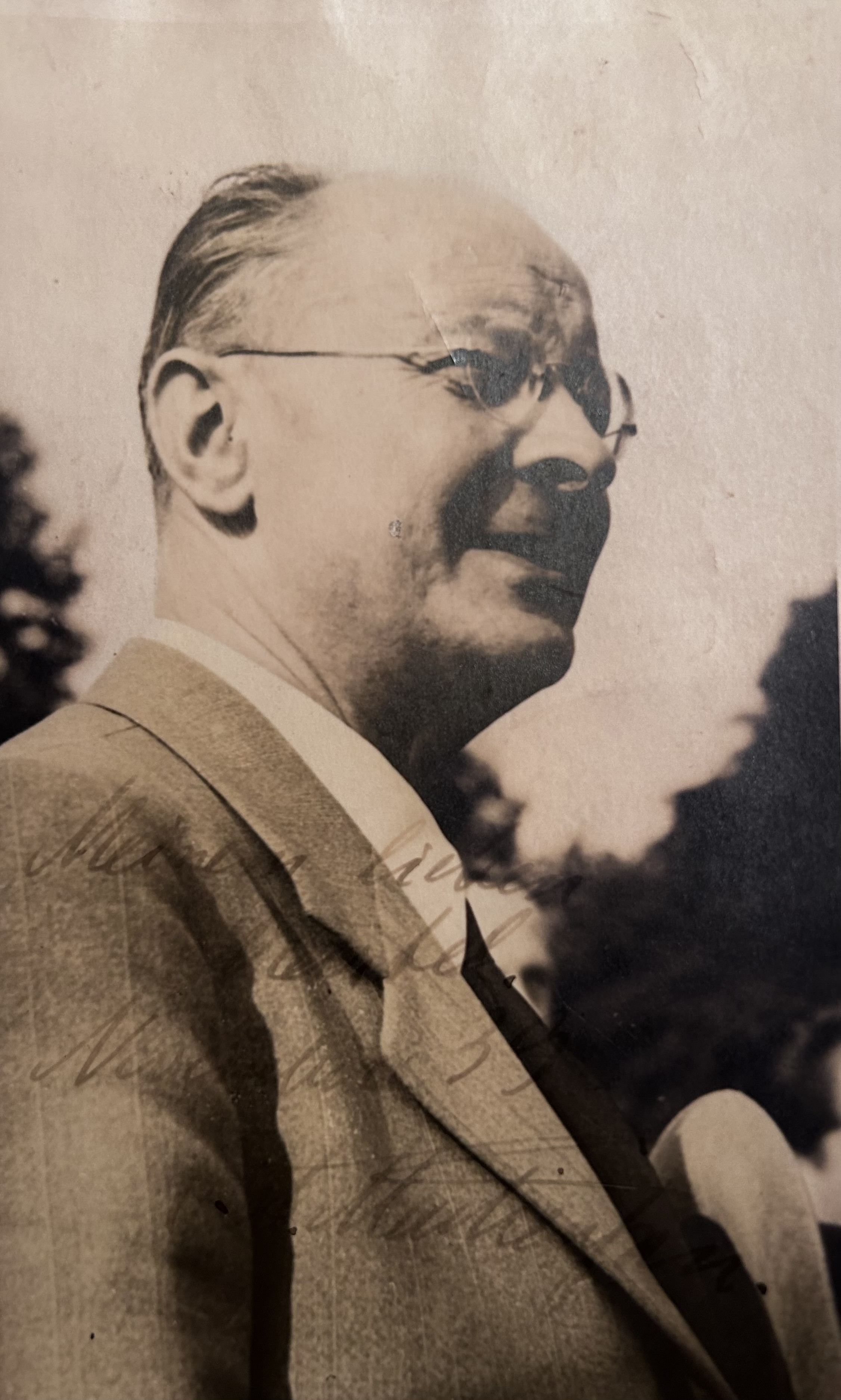
Carl Adolf Martienssen auf einer an Max Martin Stein verschickten Postkarte, etwa im Jahr 1932

Carl Adolf Martienssen (* 6. Dezember 1881 in Güstrow; † 1. März 1955 in Berlin) war ein deutscher Pianist und Musikpädagoge.

## Leben
Martienssen entstammte einer Großbauernfamilie, die anscheinend erst in der Generation seines Vaters, des Kaufmanns Gottlieb Martienssen, nach Mecklenburg eingewandert ist. Carl Adolf Martienssen war ein jüngerer Sohn seiner Eltern, besuchte die Domschule Güstrow und erhielt bei Johannes Schondorf in seiner Vaterstadt die erste Musikausbildung in Theorie, Orgel und Klavier. Nach dem Abitur studierte Martienssen Komposition bei Wilhelm Berger, Musikwissenschaft bei Hermann Kretzschmar und Klavierspiel beim Liszt-Schüler Karl Klindworth in Berlin, sowie am Leipziger Konservatorium (heute Hochschule für Musik und Theater „Felix Mendelssohn Bartholdy“ Leipzig) Klavierspiel beim Liszt-Schüler Alfred Reisenauer. Ebenso war er ein Schüler von Hans Sitt und Arthur Nikisch.
1912 heiratete Martienssen die Gesangspädagogin Franziska Martienssen-Lohmann. Aus der Ehe, die 1927 geschieden wurde, gingen zwei Kinder hervor. (Franziska heiratete 1929 den Konzertsänger und Gesangspädagogen Paul Lohmann).
Seit 1914 war Martienssen Klavierlehrer am Konservatorium Leipzig, wo er 1932 zum Professor ernannt wurde. Nach der „Machtergreifung“ der Nationalsozialisten trat er zum 1. Mai 1933 der NSDAP bei (Mitgliedsnummer 2.382.346). 1934 schlug der von Alfred Rosenberg geleitete Kampfbund für deutsche Kultur seine Berufung als Professor an die Musikhochschule Berlin vor, allerdings erhielt er seine Berufung erst 1935 und dann als Nachfolger von Edwin Fischer, der um seine Entpflichtung vom Hochschuldienst gebeten hatte, um sich auf seine Konzerttätigkeit konzentrieren zu können.
Nach dem Zweiten Weltkrieg war Martienssen von 1946 bis 1950 Professor an der Musikhochschule Rostock, bevor er 1950 an das Staatliche Konservatorium in Ost-Berlin berufen wurde (heute Hochschule für Musik „Hanns Eisler“ Berlin).
Bekannt wurde er unter anderem als Verfasser methodischer Schriften. (1930 „Die individuelle Klaviertechnik auf der Grundlage des schöpferischen Klangwillens“, 1937 „Methodik des individuellen Klavierunterrichts“, 1954 „Schöpferischer Klavierunterricht“), die in mehreren Auflagen erschienen sind, sowie als verantwortungsvoller Herausgeber der genau redigierten Urtext-Ausgaben sämtlicher Klavier-Sonaten von Joseph Haydn, Wolfgang Amadeus Mozart, Ludwig van Beethoven, der Sonatinen von Anton Diabelli, kleinerer Werke für Klavier von Johann Sebastian Bach und von Klavierübungen von Carl Czerny, die sämtlich in der Edition Peters des Leipziger Verlages C. F. Peters in mehreren Auflagen bis in die heutige Zeit verlegt wurden. 1912 konnte er – dies wird in renommierten Musik-Lexika hervorgehoben – in Kopenhagen die bis dahin verschollene Kantate von Johann Sebastian Bach „Mein Herze schwimmt im Blut“ (BWV 199) wiederentdecken.
Zu seinen Schülern gehören die Komponisten Hugo Distler, Georg Trexler, Artur Immisch und Hans Schaeuble, die Dirigenten Sergiu Celibidache und Adolf Fritz Guhl, die Pianisten Karl-Heinz Schlüter, Carl Seemann, Max Martin Stein, Sebastian Peschko, Erik Then-Bergh und Viktorie Svihlikova, sowie die Organisten und Kirchenchorleiter Thomas-Kantor Kurt Thomas (Thomaskirche Leipzig), Kreuz-Kantor Herbert Collum (Kreuz-Kirche Dresden), Käte van Tricht (Domorganistin am Bremer Dom), Robert Köbler (Universitätskirche Leipzig), der langjährige Chordirektor der Deutschen Staatsoper Berlin Ernst Stoy und zahlreiche namhafte Musikpädagogen wie August Leopolder, Ottilie Fröschle oder Kurt Hessenberg.

## Publikationen
- Zur Methodik des Klavierunterrichts. Verlag Peters, Leipzig 1937.
- Die individuelle Klaviertechnik auf der Grundlage des schöpferischen Klangwillens. Verlag Breitkopf & Härtel, Leipzig 1930.
- Schöpferischer Klavierunterricht. Verlag Breitkopf & Härtel, Leipzig 1954. (in mehrere Sprachen übersetzt)